# Slade Alive!
Slade Alive! è il primo album dal vivo del gruppo rock britannico Slade, pubblicato nel 1972.

## Tracce
Side 1
1. Hear Me Calling – 5:46 (Alvin Lee)
2. In Like a Shot From My Gun – 3:33 (Noddy Holder, Jim Lea, Don Powell)
3. Darling Be Home Soon – 5:43 (John Sebastian)
4. Know Who You Are – 3:37 (Holder, Lea, Dave Hill, Powell)

Side 2
1. Keep on Rocking – 6:29 (Holder, Lea, Hill, Powell)
2. Get Down With It – 5:33 (Bobby Marchan)
3. Born to Be Wild – 8:12 (Mars Bonfire)

## Formazione
- Noddy Holder - voce, chitarra
- Dave Hill - chitarra, cori
- Jim Lea - basso, cori
- Don Powell - batteria